# تورو يانو
تورو يانو (باليابانية: 矢野通؛ بالكانا: やの とおる) هو مصارع محترف ياباني، ولد في 18 مايو 1978 في أراكاوا في اليابان.

## وصلات خارجية
- تورو يانو على موقع شيردوغ (الإنجليزية)
- تورو يانو على موقع قاعدة بيانات المصارعة الدولية (الإنجليزية)
- تورو يانو على موقع CageMatch worker (الإنجليزية)
- تورو يانو على موقع IMDb (الإنجليزية)
- تورو يانو على موقع قاعدة بيانات الفيلم (الإنجليزية)